# Stazione di Crocetta (Castel Frentano)
La stazione di Crocetta era una stazione ferroviaria posta sulla ferrovia Sangritana, e punto d'origine della tratta per Ortona Marina. Serviva il centro abitato di Crocetta, frazione del comune di Castel Frentano.